# طيهوج (جنس)
الطيهوج (الاسم العلمي: Tetrastes)، جنس من الطيور من أسرة الطيهوج. وتشمل الأنواع التالية:
- طيهوج البندق (Tetrastes bonasia)
- طيهوج الشرق (Tetrastes sewerzowi)

ويعيش كلا النواعين في الغابات وقليل منها في الأشجار المخروطية الواقعة في المناطق الباردة من نصف الكرة الشمالي.